# Nicolás Ferreyra
Nicolás Ferreyra (Río Cuarto, 30 marzo 1993) è un calciatore argentino, difensore del Dep. La Serena.

## Caratteristiche tecniche
È un difensore centrale.